# 1458 w literaturze
Wydarzenia literackie w 1458 roku.

## Urodzili się
- Pietro Bonomo, Włoski humanista i poeta nowołaciński
- Jacopo Sannazaro, włoski poeta

## Zmarli
- Íñigo López de Mendoza, hiszpański poeta (ur. 1398)